# Phora convergens
Phora convergens är en tvåvingeart som beskrevs av Schmitz 1920. Phora convergens ingår i släktet Phora och familjen puckelflugor. Arten är reproducerande i Sverige. Inga underarter finns listade i Catalogue of Life.